# Casearia itzana
Casearia itzana là một loài thực vật có hoa trong họ Liễu. Loài này được Lundell mô tả khoa học đầu tiên năm 1978.